# Nicholas Suntzeff
Nicholas B. Suntzeff, né le 22 novembre 1952 à Berkeley (Californie), est titulaire de la chaire d'astronomie Mitchell/Heep/Munnerlyn au département de physique et astronomie de l'université Texas A&M, où il est également le directeur du programme d'astronomie. C'est un astronome spécialisé dans l'observation en cosmologie, les supernovae, le populations stellaires, et l'instrumentation astronomique.

## Études
Suntzeff est diplômé du lycée Redwood High School de Larkspur, en Californie. Il a obtenu son Bachelor of sciences avec mention en mathématiques à l'université Stanford en 1974, et son doctorat en astronomie et astrophysique à l'université de Californie à Santa Cruz et à l'observatoire Lick en 1980. Son directeur de thèse était Robert Paul Kraft.

## Travaux
En 1986, en travaillant avec Mark M. Phillips au Cerro Tololo Inter-American Observatory (CTIO), Suntzeff utilisa les caméras cryogéniques à CCD développées récemment pour produire la première courbe lumineuse moderne d'une supernova. Le calibrage fondamental des distances aux supernovae de type Ia fut inventé par le Calán/Tololo Supernova Survey, fondé par Mario Hamuy, Jose Maza, Mark M. Phillips, et Suntzeff. Le relevé, décidé après une discussion au cours de la réunion de Santa Clara sur les supernovae et les encouragements d'Allan R. Sandage pour l'utilisation des supernovae de Type Ia pour la mesure de la constante de Hubble, H0, et du paramètre de décélération, q0, s'étala de 1990 à 1995, et fournit les méthodes initiales pour la mesure de précision des distances aux galaxies externes, ce qui conduisit à une valeur précise de la constante de Hubble,.
En continuant de travailler sur le Calán/Tololo Survey, Suntzeff avec Brian P. Schmidt cofondèrent le High-Z supernovae search team en 1994, qui utilisa les observations des supernovae extragalactiques pour la découverte de l'accélération de l'expansion de l'Univers,. Cette accélération universelle induit l'existence d'énergie sombre compatible avec la constante cosmologique de la théorie de la Relativité générale d'Einstein. Elle a été élue percée scientifique majeure de 1998 par la revue Science.
Avant 2006, il était directeur scientifique associé au National Optical Astronomy Observatory américain, et astronome à l'observatoire interaméricain du Cerro Tololo. De 1982 à 1986, il était membre de l'observatoire de Las Campanas, des observatoires du Mont Wilson et de Las Campanas, que l'on appelle maintenant les observatoires de la Carnegie Institution pour la science. En 2010, il fut élu vice-président de l'Union américaine d'astronomie. Il a reçu une Jefferson Senior Science Fellowship en 2010  de la part de l'Académie nationale des sciences américaine pour travailler au département d'État américain.